# Terra Fria (1992)
Terra Fria é um filme português de 1992 do realizador António Campos. Baseia-se no romance homónimo de Ferreira de Castro.
A película foi apresentado 22 de junho de 1992 no Teatro José Lúcio da Silva, em Leiria. Competiu a partir de 9 de setembro no 16.º Festival des Films du Monde (Montreal, Canadá). E teve uma ante-estreia na Cinemateca Portuguesa 30 de setembro 1992. A estreia ao público aconteceu em 2 de dezembro de 1995 em lisboa.
o filme foi rodado a partir de Dezembro de 1990 e durante 1991 na região de Trás-os-Montes mais concretamente na vila de Montalegre e nas seus lugares de Padornelos, Padroso, Ponte da Misarela, Larouco e Salto.
O nome parece remeter para a Terra Fria Transmontana, se bem que Montalegre não faça parte da região que se convencionou chamar assim.
Pela sua interpretação a atriz Cristina Marcos recebeu, no FesTróia de 1993, o Prémio da Câmara Municipal do Seixal.

## Elenco
- Joaquim de Almeida - Leonardo[1][2]
- Cristina Marcos - Ermelinda[1][2]
- Alexandra Lencastre -  Voz de Ermelinda[1][2]
- Carlos Daniel - Santiago[1][2]
- Alexandra Leite - Guida[1][2]
- Maria Emília Correia - Mariana[1][2]
- Isabel Ruth - D. Rita[1]
- João D'Ávila - Ti Inácio[1]
- Maria Arminda - Mulher 1[1]
- Raquel Maria - Ti Augusta[1]